# Schauinsland-Reisen-Arena
De Schauinsland-Reisen-Arena, tot 2010 bekend als MSV-Arena, is een stadion in de Duitse stad Duisburg. Het stadion is de thuishaven van de voetbalclub MSV Duisburg. Het stadion werd in 2003 en 2004 gebouwd op de plaats van het vroegere Wedaustadion.
Het stadion beschikt over 31.500 plaatsen, waarvan ongeveer 7000 staanplaatsen. Tijdens internationale wedstrijden worden de staanplaatsen bestoeld, om aan de reglementen van de UEFA te voldoen, en heeft het stadion 28.000 zitplaatsen. Alle plaatsen zijn overdekt.
In 2005 werden de Wereldspelen onder andere in dit stadion gehouden.

## Interlands
| 1 | 28 maart 2007 | Duitsland – Denemarken      | 0 – 1 | Vriendschappelijk    | 31.500 |
| 2 | 29 mei 2008   | Finland – Turkije           | 0 – 2 | Vriendschappelijk    | 15.036 |
| 3 | 28 mei 2013   | Letland – Turkije           | 3 – 3 | Vriendschappelijk    | 7.245  |
| 4 | 25 maart 2021 | Duitsland – IJsland         | 3 – 0 | WK 2022 kwalificatie | 0      |
| 5 | 31 maart 2021 | Duitsland – Noord-Macedonië | 1 – 2 | WK 2022 kwalificatie | 0      |